# La Salzadella (kommun i Spanien)
La Salzadella är en kommun i Spanien.   Den ligger i provinsen Província de Castelló och regionen Valencia, i den östra delen av landet, 300 km öster om huvudstaden Madrid. Antalet invånare är 850. Arean är 50 kvadratkilometer. La Salzadella gränsar till Alcalà de Xivert, Catí, Cervera del Maestre, Coves de Vinromà, Sant Mateu, Santa Magdalena de Pulpis, Tirig och Xert. 
Terrängen i La Salzadella är kuperad västerut, men österut är den platt.